# Alcano-1-olo deidrogenasi (accettore)
La alcano-1-olo deidrogenasi (accettore) è un enzima appartenente alla classe delle ossidoreduttasi, che catalizza la seguente reazione:
un alcol primario + accettore ⇄ una aldeide + accettore ridotto
L'enzima è una chinoproteina che agisce su alcoli primari saturi C3-C16, aldeidi C4-C7 e surfattanti non ionici contenenti residui di polietilenglicole, come Tween 40 o Tween 80. L'enzima non agisce invece sul metanolo, ed ha una ridottissima attività sull'etanolo.